# C-60 (Spanje)
De C-60 is een autopista in de comarca's Vallès Oriental en Maresme, waar géén tol geheven wordt. De weg voert door het kustgebergte Serralada litoral door de tunnel Túnel de Parpers onder de berg Coll de Parpers. Deze weg tussen de plaatsen La Roca del Vallès en Argentona is een verbinding tussen de Corredor del Mediterrani en de Autopista del Mediterrani.